# Enzo Mattioda
Enzo Mattioda (Boeurs-en-Othe, 22 agosto 1946) è un ciclista su strada e pistard francese, professionista dal 1971 al 1977.

## Carriera
Iniziata l'attività di corridore tra i dilettanti nel 1965, passò tra i professionisti nel 1971; il suo risultato di maggior prestigio fu il terzo posto alla Bretagne Classic Ouest-France del 1972.

## Palmarès

### Strada
- 1973

Bordeaux-Parigi

### Pista
- 1974

Campionati francesi di mezzofondo
- 1976

Campionati francesi di mezzofondo